# Tara Mullins
Pour l’article homonyme, voir Mullins.
Tara Mullins, née le 16 février 1977 à Montréal, est une joueuse professionnelle de squash représentant le Canada. Elle atteint le 51e rang mondial en février 2005, son meilleur classement.
Après sa carrière de joueuse, elle devient entraîneur avant de prendre des responsabilités à Squash Canada.